# 特拉莫莱
特拉莫莱（法語：Tramolé，法語發音：[tʁamɔle]）是法国伊泽尔省的一个市镇，属于维埃纳区。

## 地理
特拉莫莱（45°31'8"N, 5°16'4"E）面积6.99 平方千米，位于法国奥弗涅-罗讷-阿尔卑斯大区伊泽尔省，该省份为法国东南部内陆省份，北起顺时针与安省、萨瓦省、上阿尔卑斯省、德龙省、阿尔代什省、卢瓦尔省和罗讷省。
与特拉莫莱接壤的市镇（或旧市镇、城区）包括：屈兰、埃克洛斯-巴迪尼耶尔、莱塞帕尔、热尔翁德河畔圣安娜。

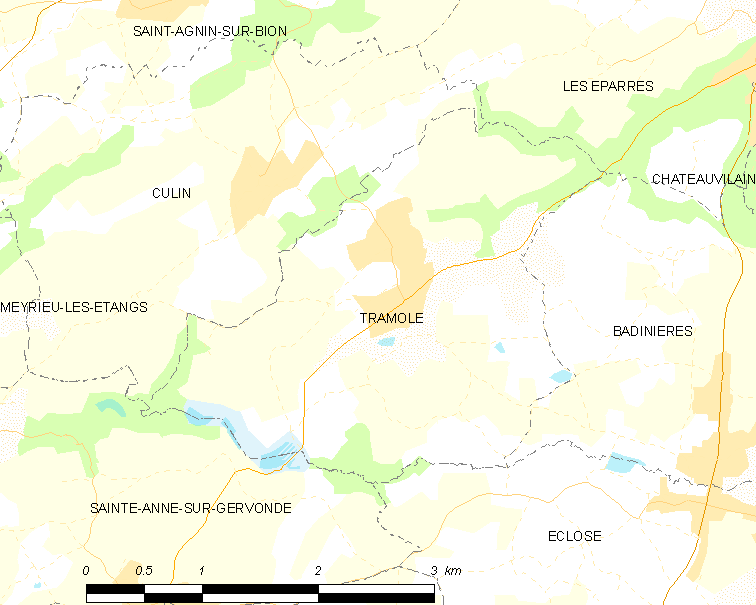
特拉莫莱的OSM定位图

特拉莫莱的时区为UTC+01:00、UTC+02:00（夏令时）。

## 行政
特拉莫莱的邮政编码为38300，INSEE市镇编码为38512。

## 政治
特拉莫莱所属的省级选区为利勒达博县。

## 人口

1962-2008年间特拉莫莱人口变化图示

特拉莫莱于2022年1月1日时的人口数量为802人。